# Herklotsichthys koningsbergeri
Herklotsichthys koningsbergeri és una espècie de peix pertanyent a la família dels clupeids.
Pot arribar a fer 13 cm de llargària màxima (normalment, en fa 10). 13-21 radis tous a l'aleta dorsal i 12-23 a l'anal. És un peix d'aigua dolça, salabrosa i marina; pelàgic-nerític; anàdrom i de clima subtropical (13°S-27°S, 112°E-126°E) que viu entre 0-50 m de fondària.
Es troba a Austràlia Occidental i el mar d'Arafura. És inofensiu per als humans.